# Jang Min-chul
Jang „MC“ Min-chul (* 17. Juni 1991 in Cheonan) ist ein ehemaliger professioneller südkoreanischer E-Sportler in dem Computerspiel StarCraft 2. Er spielte die Rasse Protoss. Insgesamt erspielte MC über 500.000 US-Dollar an kumulierten Turnier-Preisgelder. Er ist damit einer der Bestverdiener dieser Branche.

## Werdegang
Jang Min-chul hat seine E-Sports Karriere noch sehr unspektakulär in Starcraft Broodwar begonnen. In Starcraft 2 war er zunächst ein Mitglied des Teams Old Generations (Abk.: oGs), welches sich im Jahr 2012 auflöste. MC schied in den ersten beiden Saisons der GSL 2010 Open Seasons relativ früh aus, konnte jedoch die dritte und letzte GSL Saison des Jahres 2010 für sich entscheiden. Damit war er der erste Protoss-Spieler, der dieses weltweit sehr beachtete Turnier gewann (Preisgeld: ca. 89.000 US-Dollar).
Zwei GSL-Turniere später (in der Season 2 der 2011 Sponsorship League) konnte MC erneut den Code-S Titel für sich beanspruchen und ein Preisgeld von 44.480 US-Dollar gewinnen. Somit war er der erste Spieler, der zwei Mal das GSL Code-S Turnier gewann.
In der GSL Code-S erreichte MC nach diesen Erfolgen noch ein weiteres Finale (Season 3 2012), konnte jedoch eine Vielzahl an Erfolgen außerhalb von Korea für sich verbuchen. So gewann er das 2011 DreamHack Stockholm Invitational. Er konnte ebenfalls den HomeStory Cup IV für sich entscheiden (Preisgeld: 7.500 US-Dollar).
In China gewann MC das StarsWar 6 Turnier, was mit 6.000 US-Dollar Preisgeld dotiert war. In Nordamerika erreichte MC den zweiten Platz der NASL Season One (Preisgeld: 25.000 US-Dollar). Außerdem konnte er den 6. Platz bei der MLG Providence 2011 erreichen und damit ebenfalls ein Preisgeld von 5.250 US-Dollar auf sein Konto gut schreiben. Bei den ersten „Red Bull Battlegrounds“, die ebenfalls in den USA stattfanden, gewann MC 2012 das Turnier und somit 15.000 US-Dollar.
Im Frühling 2013 gab MC bekannt einige Zeit in Europa zu verbringen und an den europäischen Ausscheidungen für die StarCraft II World Championship Series mitzuwirken, anstatt sich über Korea zu qualifizieren. In der zweiten und dritten Saison der EU-Finals konnte er den 2. Platz erreichen. 2014 gewann er die erste Saison der EU WCS in einer Wiederauflage des Finals der 2013 gegen MMA.
Anfang des Jahres 2012 nach Auflösung seines vorherigen Teams Old Generations wechselte er zu Team SK Gaming. Im Jahr 2013 hat MC allerdings auch an mehreren Team-Leagues im Team von Incredible Miracle (IM) teilgenommen. Mit dem Ende des Jahres 2013 trennte sich MC von SK Gaming. 2014 war er teamlos bzw. vertrat die Agentur Global eSports Management.
Seit Februar 2015 spielte er für das Team Trig Esports. Im Juni 2015 gab er via Twitter seinen Rücktritt als professioneller E-Sportler bekannt.
Mit Chris „Huk“ Loranger gewann er die Red Bull Battle Grounds in Washington mit 15.000 $ Preisgeld. Außerdem nahm er, ähnlich wie der schon lange zurückgetretene Stephano, am Homestory Cup XII teil. Das schürte die Gerüchte bezüglich der Rückkehr von MC zum professionellen E-Sport.
Am 10. Mai 2016 gab MC bekannt, dass der GSL-Qualifier sein letztes Turnier sein wird und er sich danach aus der StarCraft-II-Szene zurückziehen werde, da er Geld- und Schulterprobleme habe. Er werde auch nicht mehr auf Twitch.tv streamen. Am 21. Mai, elf Tage später, gab er jedoch bekannt, dass er wieder professionell StarCraft II spielen werde. Zwei Tage später gab Jang dann bekannt, dass er von nun an für das Team CJ Entus in der StarCraft II Proleague und in der GSL spielen wird.
Ende 2016 beendete er seine Karriere als Spieler. Anschließend wurde er Trainer des Teams Kongdoo Monster im Spiel League of Legends.

## Spielstil
Jang Min-chul war vor allem für seine Kontrolle der Spieleinheit „Stalker“ (deutsch: Hetzer) bekannt. Zusätzlich wird er von prominenten E-Sport-Kommentatoren für die Tatsache hervorgehoben, eine Vielzahl an Strategien in seinem Repertoire zu haben.

## Turnier-Erfolge in StarCraft 2
| Jahr | Turnier                                | Platz  | Preisgeld |
| ---- | -------------------------------------- | ------ | --------- |
| 2010 | GSL Open Season 3 Code S               | 1.     | 89.000 $  |
| 2011 | GSL Sponsorship League Season 2 Code S | 1.     | 44.480 $  |
| 2011 | DreamHack Stockholm Invitational       | 1.     | 15.000 $  |
| 2011 | StarsWar Killer 6                      | 1.     | 06.000 $  |
| 2011 | North American Star League Season 1    | 2.     | 25.000 $  |
| 2012 | HomeStory Cup IV                       | 1.     | 07.500 $  |
| 2012 | IEM Season VI – World Championship     | 1.     | 35.000 $  |
| 2012 | Red Bull Battlegrounds: Austin         | 1.     | 15.000 $  |
| 2012 | North American Star League Season 3    | 3.     | 10.000 $  |
| 2012 | GSL Code S Season 3                    | 2.     | 17.000 $  |
| 2012 | Asus ROG Summer 2012                   | 2.     | 06.500 $  |
| 2012 | HomeStory Cup V                        | 3.     | 03.000 $  |
| 2013 | MLG Winter Championship                | 4.     | 06.000 $  |
| 2013 | WCS Europe Finals Season 2             | 2.     | 12.000 $  |
| 2013 | WCS Europe Finals Season 3             | 2.     | 12.000 $  |
| 2013 | WCS Global Finals Season 3             | 5.–8.  | 07.500 $  |
| 2013 | WCS Global Finals                      | 9.–16. | 05.000 $  |
| 2014 | IEM Season VIII – Sao Paulo            | 2.     | 04.000 $  |
| 2014 | Warer.com Invitational                 | 1.     | 03.000 $  |
| 2014 | WCS Europe Finals Season 1             | 1.     | 25.000 $  |
| 2014 | HomeStory Cup IX                       | 2.     | 06.500 $  |
| 2014 | WCS Europe Finals Season 2             | 5.–8.  | 05.000 $  |
| 2014 | WCS Global Finals                      | 9.–16. | 05.000 $  |
| 2015 | Red Bull Battle Grounds: Washington    | 1.     | 15.000 $  |